# Ni chaînes ni maîtres
Pour plus de détails, voir Fiche technique et Distribution.
Ni chaînes ni maîtres est un film français réalisé par Simon Moutaïrou et sorti en 2024. Il s'agit du premier long métrage du réalisateur, traitant de l'esclavage et du marronnage à l'île Maurice au XVIIIe siècle.
Il est sélectionné dans la section « Fenêtre sur le cinéma français » du Festival du cinéma américain de Deauville 2024, en avant-première mondiale.

## Synopsis
Isle de France, 1759. Deux esclaves, Massamba et sa fille Mati, travaillent, avec frayeur et labeur, dans la plantation appartenant à Eugène Larcenet.
Massamba n'a qu'une envie : que sa fille soit rendue libre. Mati a une folle idée : quitter cet enfer. Une nuit, elle s'évade. Eugène Larcenet compte sur Madame La Victoire, payée par le Roi pour chasser les esclaves fugitifs, pour la ramener.
Massamba fuit à son tour, devenant un « esclave marron ».

## Fiche technique
Sauf indication contraire, les informations mentionnées dans cette section peuvent être confirmées par la base de données cinématographiques Unifrance,  présente dans la section « Liens externes ».
- Titre original : Ni chaînes ni maîtres
- Réalisation et scénario : Simon Moutaïrou
- Musique : Amine Bouhafa
- Décors : David Bersanetti
- Costumes : Pierre-Jean Larroque
- Photographie : Antoine Sanier
- Son : Katia Boutin, Nicolas Bouvet-Levrard et Olivier Dandré
- Montage : Pierre Deschamps
- Production : Nicolas Dumont et Hugo Sélignac
- Coproduction : Boris Vassallo
- Production exécutive : Niven Pareemanen
- Production associée : Antoine Lafon
- Sociétés de production : Chi-Fou-Mi Productions, en coproduction avec Les Autres Films, France 2 Cinéma, Studiocanal
- Sociétés de distribution : Studiocanal (France) ; O'Brother Distribution (Belgique)[3], Frenetic Films (Suisse romande)
- Budget : 7,97 millions €[4]
- Pays de production :  France
- Langues originales : français, wolof
- Format : couleur
- Genre : drame, historique
- Durée : 98 minutes
- Dates de sortie :
  - France : 8 septembre 2024 (Festival du cinéma américain de Deauville)[2] ; 18 septembre 2024 (sortie nationale)
  - Belgique, Suisse romande : 18 septembre 2024

## Distribution
- Ibrahima Mbaye : Massamba
- Camille Cottin : Madame La Victoire
- Thiandoum Anna Diakhere : Mati
- Benoît Magimel : Eugène Larcenet
- Félix Lefebvre : Honoré Larcenet
- Vassili Schneider : Baptiste
- Lancelot Courcieras : Joseph
- Swala Emati : Mame Ngessou
- Lazare Minoungou : Rado
- Marc Barbé : René Magon de La Villebague
- Bass Dhem : Barbe Blanche
- Issaka Sawadogo : Yoro
- Komi Amado : Khoulé
- Charlotte Saudrais : Ruba
- Odile Sankara : Ayadala

## Production

### Développement
Début février 2022, le scénariste Simon Moutaïrou obtient l’avance sur recettes du CNC pour son projet, avant que le magazine Le Film français ne révèle, en mai 2023, qu'il passe à la réalisation de son premier long métrage intitulé Ni chaînes ni maîtres, sur le thème de l'esclavage et du marronnage, produit par Hugo Sélignac et Nicolas Dumont pour la société Chi-Fou-Mi Productions et distribué par Studiocanal. Le film est également coproduit par France 2 Cinéma, Les Autres Films et Studiocanal.

« Instinctivement, je savais que mon premier film traiterait de l’esclavage. Avec du recul, je comprends que cet appel venait de loin. Adolescent, j’ai été profondément marqué par une vision : celle d’une immense porte de pierre rouge face à l’océan. Elle se dresse sur le rivage de la ville côtière de Ouidah, au Bénin, le pays de mon père. Elle se nomme La Porte du Non-Retour. C’est ici que des familles entières étaient arrachées au continent et déportées vers des horizons inconnus.
Le désir d’un film sur des marrons — ces esclaves fugitifs qui ont eu le courage de briser leurs chaînes — s’est ensuite précisé. Mais au-delà du sujet, il me fallait une arène. À l’occasion d’un séjour à l’île Maurice, je découvre l’existence du Morne Brabant. Un monolithe de 500 mètres de haut, face à la mer. Une créole vivant au pied du massif me raconte l’histoire du site : comment, au XVIIIe siècle, les esclaves fugitifs se sont rassemblés à son sommet, comment ils ont retrouvé une dignité, une fierté, un bonheur fragile qu'ils avaient perdu depuis des années. En 2008, des fouilles mettent au jour des vestiges d’occupation. L’UNESCO le classe au patrimoine mondial sur cette base : un haut lieu du marronnage. À partir de là, je commence à voir l’île Maurice comme un Eden au sein duquel aurait été perpétré un crime originel. Je suis guidé par ce contraste : d’un côté, les verts et les bleus de l’île, si purs, si beaux ; de l’autre, le rouge sang de l’Histoire »

— Simon Moutaïrou.
Avant d'écrire le scénario, Simon Moutaïrou part à Maurice, en 2009, pour travailler avec l'historienne Vijaya Teelock qui lui conseille de se procurer le livre Le Marronnage à l’Isle de France, rêve ou riposte de l’esclave ? (1999) d’Amédée Nagapen. Il y rencontre aussi d'autres historiennes : Gabriella Batour, Stéphanie Tamby, Élodie Laurent Volcy, Flossie Coosnapa. Il y découvre ainsi l’histoire des Mascareignes, la traversée par les Hollandais, les Anglais, les Français, l’esclavage et l'économie de la canne à sucre.

### Attribution des rôles
Simon Moutaïrou a longtemps cherché des acteurs pour incarner le père et la fille, Massamba et Mati, dans son film : il a finalement choisi le comédien sénégalais Ibrahima Mbaye parce qu'il a « la puissance et la finesse nécessaires pour porter le rôle » et Anna Diakhere Thiandoum, choisie parmi une centaine de candidature à travers le Sénégal, pour « la sensibilité, le feu intérieur ».
Camille Cottin, se voit proposer son rôle par un producteur de Chi-Fou-Mi Productions en plein tournage de Toni, en famille (2023) de Nathan Ambrosioni. Elle « s’est jetée à corps perdu dans le rôle de Madame La Victoire », chasseuse d’esclaves. Quant à Benoît Magimel dans le rôle d'Eugène Larcenet, Simon Moutaïrou a vite pensé à lui parce qu'« il est à la fois majestueux et bestial ».

### Tournage
Le tournage débute le 2 mai 2023 à l'île Maurice. Il se termine le 23 juin suivant. Les scènes subaquatiques ont été tournées dans un bassin en région parisienne.
Olivier Sulpice, dirigeant l'agence de cascadeurs Mauritian Stunt Academy, a considéré le tournage « comme difficile, avec des conditions de plein air pas toujours en notre faveur. ».

### Musique
La musique du film est composée par Amine Bouhafa.

## Accueil

### Sorties et festival
Début février 2024, le distributeur Studiocanal annonce la sortie de Ni chaînes ni maîtres : le 25 septembre. Anne Gagnot, directrice marketing, assure que c'est « un film d’auteur grand public, au sujet historique et politique très fort ». Finalement, il sort le 18 septembre 2024. Le 9 août, Le Soir révèle l'avant-première du film ayant lieu le 11 septembre à l'UGC Toison d'or à Bruxelles, en Belgique, soit une semaine avant sa sortie nationale.
Le 22 août 2024, le film est sélectionné dans la section « Fenêtre sur le cinéma français » du Festival du cinéma américain de Deauville, aux côtés de Finalement de Claude Lelouch, en avant-première mondiale,.

### Accueil critique
Le site Allociné mentionne une moyenne de 3.4⁄5, d'après l'interprétation de 21 critiques de presse.
La journaliste de France Info, Falila Gbadamassi, décrit « une percutante chronique de la résistance à l'esclavage dans la France du XVIIIe siècle » : « À une réalité historique, Simon Moutaïrou insuffle une dimension épique et philosophique. Ce qui apporte de la substance à une mise en scène mêlant action, thriller et fantastique. La distribution transporte l'audience tout comme une photo époustouflante ».
Eva Sauphie décrit dans Jeune Afrique « un récit nécessaire qui témoigne du processus de libération des esclaves par eux-mêmes ». Marion Lecas du journal France Antilles écrit à son sujet : « Des plans serrés sur la chair, la pluie, les larmes, une course sur la plage, caméra à l'épaule, haletante à s'en brouiller la vision ; Ni chaînes ni maîtres est une fiction brute et puissante au service de l'Histoire. ».
Clément Colliaux dans Libération livre une critique positive mais plus nuancée d'un film qui « oscille parfois maladroitement entre devoir de mémoire et grand spectacle », mais qui « rend justice aux opprimés ».
Le chercheur historien du CNRS Emmanuel Garnier évoque « un bon film, pas prétentieux du tout, qui relève plus du documentaire. ».
En revanche, pour Damien Leblanc de Première, « le recours constant aux codes du survival et la volonté de charger ce tragique récit d’un mysticisme magique et d’une esthétique fantastique atténuent étrangement la portée des personnages et limitent le réalisme de ce témoignage historique pourtant précieux ».
Enfin, dans Télé-Loisirs, Sébastien Ors déplore qu'« après une saisissante exposition des horreurs d'un système dont la France a amplement profité, le film sombre dans un académisme qui en atténue le propos et suscite un ennui poli ».

### Box-office
Pour le premier jour de sa sortie, ayant lieu le 18 septembre 2024, il accueille 13 338 spectateurs, dont 2 666 en avant-première, et se classe à la sixième place du box-office français. La première semaine, il compte 119 285 spectateurs et se place au septième rang.

## Distinctions

### Nomination et sélection
- Festival du cinéma américain de Deauville 2024 : section « Fenêtre sur le cinéma français », avant-première mondiale[2]

## Analyse

### Inspiration

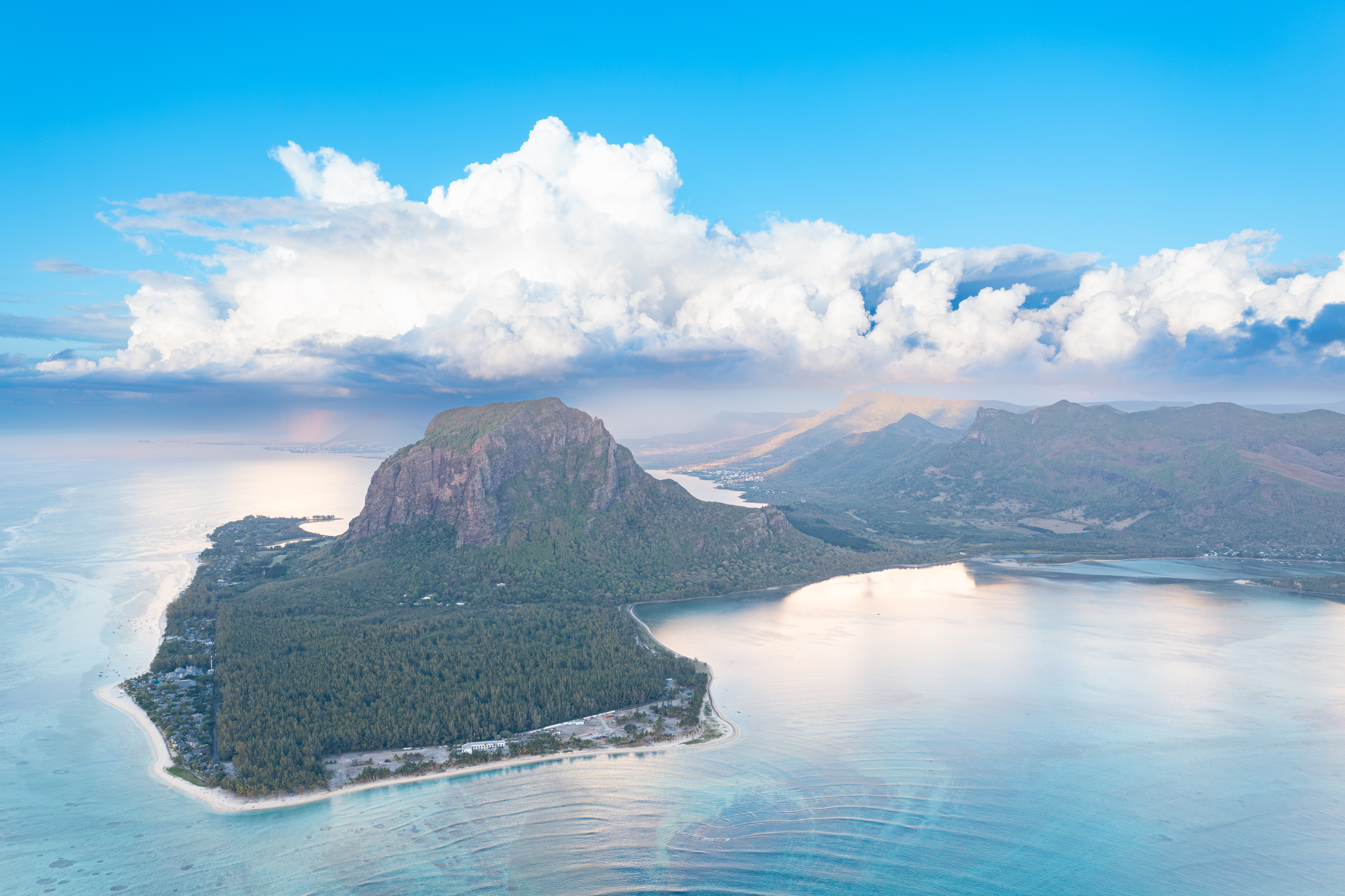
Le « morne Brabant », à l'Île Maurice (culminant à 555 mètres), où se passe une partie de l'intrigue du film.

Le scénario du film s'inspire d'un des mythes locaux liés à la période coloniale française de l'île Maurice (xviiie siècle), faisant état d’un suicide collectif d'esclaves marrons au sommet du Morne Brabant . Ayant trouvé un ultime refuge en ce lieu, ces derniers, pourchassés par des soldats et des chiens, choisissent d’y mourir en se jetant du haut de la falaise plutôt que se laisser capturer. Mais les locaux disent qu'il s'agissait de militaires anglais venant leur annoncer l'abolition de l'esclavage. Or, pensant qu'ils venaient pour les capturer, les esclaves marrons se rejetèrent de la falaise. En 2003, des anthropologues et des archéologues de l’université de Maurice effectuent des recherches, mais elles n'ont pas pu démontrer la véracité de ces faits. Réalité ou légende, cette fin tragique des marrons reste néanmoins ancrée dans la mémoire collective et les traditions orales des Mauriciens.
L'existence du personnage de Madame La Victoire, chasseresse de noirs marrons, est attestée par l'abbé Nicolas-Louis de La Caille et Joseph Maximilien Cajetan, Baron de Wiklinskÿ. Bernardin de Saint-Pierre, qui l'a rencontrée, la décrit comme «une grande créole sèche qui allait nus pieds suivant l'usage du canton … Mme de la V*** tenait à la main une queue de raie épineuse : elle en lâcha un coup sur les épaules nues de l'esclave qui en furent marqués d'une longue taillade … Elle allait dans les bois, à la chasse aux Noirs marons ; elle s'en faisait honneur… » ,. Madame La Victoire est le surnom de Michelle Christine Bulle, née en 1724 à Périgueux (Dordogne), une première fois mariée avec un ancien militaire, Joseph Le Masson dit "La Victoire", devenu propriétaire d'une habitation prospère, demeurant près de la Pointe du Diable, sous la Montagne des Bambous, dans le sud de l'ile. Madame La Victoire meurt en 1791.

### Anachronismes
- Eugène Larcenet, testant le produit du moulin à sucre, évoque son « taux de saccharose » alors que ce composé ne sera caractérisé qu'au XIXe siècle.
- Honoré Larcenet, racontant l'histoire de Madame la Victoire, dit qu'elle a été la première femme de l'île à divorcer, alors que le divorce ne sera possible en France qu'à partir de la Révolution Française.